# Vitamin String Quartet
Vitamin String Quartet, também conhecida como VSQ, é uma banda de Los Angeles principalmente conhecida por seus álbuns de tributo com traços de música clássica. Concerne a uma série de projetos de quartetos de violinistas desenvolvidos e produzidos pela CMH Label Group, uma gravadora independente. A equipe da CMH trabalha com um elenco em constante evolução de arranjadores, produtores, violinistas e outros para cada projeto.
Os lançamentos têm introduzido a música clássica a variados estilos musicais, como rock, pop, punk, techno, hardcore, country, metal e hip hop. Seus álbuns são lançados pela Vitamin Records e executados principalmente por um quarteto de cordas, embora outros instrumentos sejam ocasionalmente usados. "Vitamin String Quartet é sobre como aplicar a atitude rock n' roll à técnica clássica", disse Tom Tally, violonista e arranjador que já tocou e produziu mais de 50 álbuns do Vitamin String Quartet. As obras homenageiam uma grande variedade de gêneros, como, a título de exemplo, Adele, Coldplay, Iron Maiden, Gorillaz, Queen, Oasis e muitos outros.
O grupo começou em 1999 "como um experimento na transformação de canções de rock com instrumentos clássicos". Depois, se expandiu para incluir várias naturezas de música popular.

## Aparições
Em 2008, VSQ contribuiu com uma gravação de Jack and Sally Montage para Nightmare Revisited, compilação na qual a trilha sonora original do filme O Estranho Mundo de Jack, de 1993, foi reinterpretada por bandas como Tiger Army, The All-American Rejects, Plain White T's, Rise Against e DeVotchKa.
Faixas do quarteto foram apresentadas no programa de televisão da Fox So You Think You Can Dance duas vezes em 2008. Control, oriundo de Vitamin String Quartet Tribute To Janet Jackson, apareceu em um episódio que foi ao ar em 30 julho de 2008, e Hallelujah, este de Vitamin String Quartet Tribute To Paramore, apareceu em um episódio do dia seguinte. As músicas apareceram então no programa na 6ª temporada de 2009. Legacy Perez, dançarino, usou Flashing Lights como faixa para uma dança solo de eliminação exibida em 9 de dezembro de 2009. Yellow, originalmente do Coldplay, apareceu no show através de uma mostra de dançarinos convidados.
Em 11 de maio de 2009, o seriado House empregou o cover da banda para As Tears Go By, de The Rolling Stones, na conclusão da quinta temporada. Em junho, os instrumentistas se ramificaram para incluir canções originais em seu álbum Per_Versions, seguidas de covers de bandas como Broken Social Scene, No Age e Sigur Rós. Duas canções de Vitamin String Quartet Tribute to Coldplay, Yellow e Clocks, foram usadas em um episódio do programa de TV The Vampire Diaries em 22 de abril de 2010. Ulteriormente, se basearam em Thirty Seconds to Mars para sua performance no MTV Unplugged, aparecendo na gravação do EP do show.
Fizeram Never Tear Us Apart, de INXS, e We Belong, de Pat Benatar, no 100º episódio de Gossip Girl.
Uma adaptação de Home, composta previamente por Edward Sharpe and the Magnetic Zeros, foi elencada ao final da quinta temporada de Modern Family em 21 de maio de 2014. Outro cover, desta vez de Something I Can Never Have, de Nine Inch Nails foi inscrito no quinto episódio da primeira temporada da série Westworld da HBO, Contrapasso, e um de Motion Picture Soundtrack, do Radiohead, foi veiculado no episódio seis, O Adversário.
Vitamin String Quartet tem muitos arranjos expostos na série Bridgerton da Netflix. Uma gravação da trilha tema de Stranger Things já foi encaixada na série.